# Marius Férotin
Marius Férotin est un moine bénédictin et historien ecclésiastique, né à Châteauneuf-du-Rhône le 18 novembre 1855, mort à Southampton le 15 septembre 1914.

## Biographie
Il fréquenta l'école monastique de l'abbaye Notre-Dame d'Aiguebelle à partir de 1870, puis gagna en septembre 1874 l'abbaye Saint-Pierre de Solesmes, où il prononça ses vœux le 8 septembre 1876. De 1881 à 1892, il séjourna à l'abbaye Saint-Dominique de Silos (Espagne), dont il fut l'archiviste. En 1897, il rejoignit l'abbaye Saint-Michel de Farnborough (Angleterre), fondée par l'impératrice Eugénie. Il mourut à l'hôpital de Southampton.

## Publications
Il a fait plusieurs publications importantes sur l'histoire de l'Église en Espagne :
- Histoire de l'abbaye de Silos, Paris, É. Leroux, 1897.
- Recueil des chartes de l'abbaye de Silos, Paris, Imprimerie nationale, 1897.
- Apringius de Beja. Son Commentaire de l'Apocalypse, écrit sous Theudis, roi des Wisigoths (531-548), Paris, Alphonse Picard, 1900.
- « Une lettre inédite de saint Hugues, abbé de Cluni, à Bernard d'Agen, archevêque de Tolède (1087) », Bibliothèque de l'École des chartes, vol. 61, 1900, p. 339-345.
- « Deux manuscrits wisigothiques de la bibliothèque de Ferdinand Ier, roi de Castille et de Léon », Bibliothèque de l'École des chartes, vol. 62, 1901, p. 374-387.
- « Le véritable auteur de la Peregrinatio Silviæ : la vierge espagnole Éthéria », Revue des questions historiques, vol. 74, 1903, p. 367-397.
- Le Liber ordinum en usage dans l'Église wisigothique et mozarabe d'Espagne du cinquième au onzième siècle, publié pour la première fois, avec une introduction, des notes, une étude sur neuf calendriers mozarabes, etc., Paris, Firmin-Didot, 1904.
- Le Liber mozarabicus sacramentorum et les manuscrits mozarabes, Paris, Firmin-Didot, 1912.
- (avec Germain Morin) « Le Liber mozarabicus sacramentorum », Revue bénédictine, vol. 30, 1913, p. 112 sqq.